# Liste der denkmalgeschützten Objekte in Ollersdorf im Burgenland
Die Liste der denkmalgeschützten Objekte in Ollersdorf im Burgenland enthält die 4 denkmalgeschützten, unbeweglichen Objekte der Gemeinde Ollersdorf im Burgenland.

## Denkmäler
| Foto |                 | Denkmal                                                                               | Standort                                    | Beschreibung | Metadaten |
| ---- | --------------- | ------------------------------------------------------------------------------------- | ------------------------------------------- | --- | --- |
| ja   | Datei hochladen | Schule, ehem. katholische Volksschule HERIS-ID: 31723 Objekt-ID: 28709                | Kirchengasse 44 Standort KG: Ollersdorf     | | BDA-Hist.: Q37944003 Status: § 2a Stand der BDA-Liste: 2025-06-30 Name: Schule, ehem. katholische Volksschule GstNr.: 3614                                                         |
| ja   | Datei hochladen | Kath. Pfarr- und Wallfahrtskirche Mariae Himmelfahrt HERIS-ID: 31720 Objekt-ID: 28706 | bei Kirchengasse 46 Standort KG: Ollersdorf | Anstelle einer älteren Holzkirche 1762–1764 erbaut und seit 1871 Pfarre. Hochbarocker Bau über fast quadratischem Grundriss mit halbrunder Apsis. Der hohe dreigeschoßige Ostturm mit Zwiebelhelm wurde erst 1932/33 in barocker Form erbaut. Über dem Zentralraum mit vorgelagertem Ostjoch befindet sich ein Platzlgewölbe zwischen Gurten auf gekehlten Pilastern. Westempore mit gerader Brüstung auf zwei Stützen. Der Hochaltar stammt aus der zweiten Hälfte des 17. Jahrhunderts und befindet sich zwischen zwei korinthischen Säulen. | BDA-Hist.: Q15124707 Status: § 2a Stand der BDA-Liste: 2025-06-30 Name: Kath. Pfarr- und Wallfahrtskirche Mariae Himmelfahrt GstNr.: 3613 Pfarrkirche Ollersdorf im Burgenland     |
| ja   | Datei hochladen | Marien- und Wallfahrtskapelle Maria Helferin HERIS-ID: 31721 Objekt-ID: 28707         | Kirchengasse 46 Standort KG: Ollersdorf     | Wurde 1768 über einer Quelle erbaut. Kleiner Bau mit einer Westfassade mit geschweiftem Volutengiebel und offenem Glockenstuhl. Flachrunde Apsis. Die Kapelle wurde 1954 nach barockem Vorbild neu erbaut und nach Osten versetzt. Platzlgewölbe über einem quadratischen Joch; gekehlte Pilaster und korbbogiger Triumphbogen. Der einfache barocke Altar vom Ende des 18. Jahrhunderts zeigt das Gnadenbild Maria Immerwährende Hilfe. | BDA-Hist.: Q37943978 Status: § 2a Stand der BDA-Liste: 2025-06-30 Name: Marien- und Wallfahrtskapelle Maria Helferin GstNr.: 4080 Kapelle Maria Helferin, Ollersdorf im Burgenland |
| ja   | Datei hochladen | Kriegerdenkmal HERIS-ID: 31722 Objekt-ID: 28708                                       | bei Kirchengasse 46 Standort KG: Ollersdorf | | BDA-Hist.: Q37943990 Status: § 2a Stand der BDA-Liste: 2025-06-30 Name: Kriegerdenkmal GstNr.: 3612/1 Kriegerdenkmal (Ollersdorf im Burgenland)                                    |